# Нукуриа (остров)

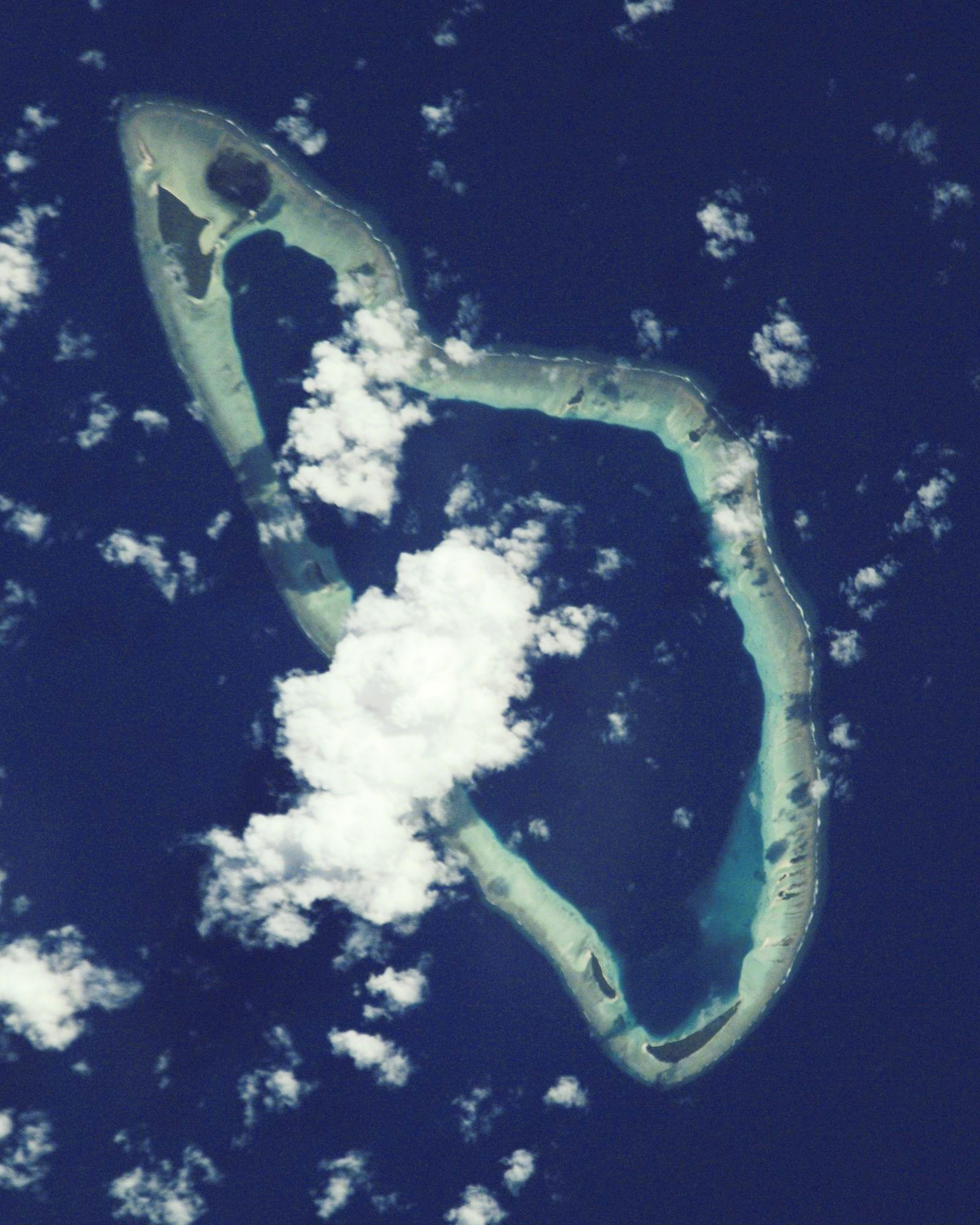
Снимок из космоса

Нукуриа[уточнить] (англ. Nukuria, Nuguria) — коралловый атолл[уточнить], полинезийский эксклав на территории меланезийского государства Папуа — Новая Гвинея. Административно входит в состав автономного района Бугенвиль региона Айлендс. Площадь 10 км². Численность населения Нукуриа 502 человек (2000). Местные жители, говорящие на языке нукуриа, сохранили традиционный уклад жизни.